# محمدآباد (فسا)
محمدآباد (فسا)، روستایی از توابع بخش نوبندگان شهرستان فسا در استان فارس ایران است.

## جمعیت
این روستا در دهستان نوبندگان قرار دارد.این روستا طی سالیان دراز ۳ بار تخریب و بازسازی شده .که دارای بناهای زیبا و تاریخی می باشد که از جمله آنها به بنای خرف خانه و امام زاده  شاه نعمت الله ،حمام کوه اشاره نمود و براساس سرشماری مرکز آمار ایران در سال ۱۳۸۵، جمعیت آن ۷۹ نفر (۱۷خانوار) بوده‌است.